# سوزان جونسون (مخرجة)
سوزان جونسون (بالإنجليزية: Susan Johnson)‏ هي مخرجة فيديو موسيقي ‏ ومنتجة أفلام ومخرجة أمريكية، ولدت في 18 ديسمبر 1970 في فينيكس في الولايات المتحدة.

## وصلات خارجية
- سوزان جونسون على موقع IMDb (الإنجليزية)
- سوزان جونسون على موقع ألو سيني (الفرنسية)
- سوزان جونسون على موقع أول موفي (الإنجليزية)
- سوزان جونسون على موقع قاعدة بيانات الفيلم (الإنجليزية)
- سوزان جونسون على موقع كينوبويسك (الروسية)